# 阿雷利亚诺
阿雷利亚诺（西班牙語：Arellano）是西班牙纳瓦拉的一个市镇。总面积17平方公里，总人口190人（2001年），人口密度11人/平方公里。